# Epitoxus descarpentriesi
Epitoxus descarpentriesi är en skalbaggsart som beskrevs av Thérond 1965. Epitoxus descarpentriesi ingår i släktet Epitoxus och familjen stumpbaggar. Inga underarter finns listade i Catalogue of Life.